# Rasbora amplistriga
Rasbora amplistriga är en fiskart som beskrevs av Maurice Kottelat 2000. Rasbora amplistriga ingår i släktet Rasbora och familjen karpfiskar. Inga underarter finns listade i Catalogue of Life.